# Transhumanisme
Transhumanisme (Ofte forkortet >H eller H+) er en international, intellektuel og kulturel bevægelse, der går ind for at bruge videnskab og teknologi, til at forbedre/udvide menneskets intellektuelle og fysiske formåen, og eliminere/svække uønskede vilkår (Såsom: Ælde, sygdom, smerte og død). Nogle transhumanister forestiller sig at en eventuel transhuman fase vil blive afløst af en posthuman fase. De forestiller sig f.eks. at menneskene afløses af Cyborgs. 
Transhumanisme er og har været forsøgt længe: Doping og mange af vore nuværende lægevidenskabelige tiltag kan nævnes som eksempler; men transhumanister forestiller sig ofte disse forsøg kørt videre ud i noget, populært sagt, science fiction-agtigt. Hvor gængs lægevidenskab mest sigter mod blot at eliminere det negative ( sygdom ), sigter transhumanisme videre: At styrke det positive, f.eks. at foretage øjenoperationer på raske øjne for at give supersyn.
Det er klart, at transhumanister (og især tilhængere af skabelsen af posthumanoider), må mene, at vi ikke er det sidste trin i evolutionen her på kloden; og at vi ydermere selv skal hjælpe til med at udvikle vore afløsere.
Mange transhumanister er ateister eller agnostikere og sigter endda direkte imod at eliminere menneskets behov for religion. Man forudser, at menneskers lidelser vil formindskes, efterhånden som transhumanistiske tiltag virkeliggøres, og at behovet for religion mindskes tilsvarende. Det vil endda, ifølge transhumanister, få en tilbagevirkende og forstærkende virkning på de transhumanistiske processer, fordi disse endnu svækkes af religiøst begrundet etik, og fordi menneskehedens teknologiske indsigt indtil videre svækkes af religiøse forestillinger.

## Sagt om transhumanisme og om posthumanoider
Visse kritikere af transhumanisme hævder, at det er påfaldende, at vi nok først får elimineret menneskets dødelighed, i det øjeblik vi er blevet afløst af posthumanoider, altså i det øjeblik mennesket er uddødt. [kilde mangler]